# Asparagus horridus
Asparagus horridus är en sparrisväxtart som beskrevs av Carl von Linné. Asparagus horridus ingår i släktet sparrisar, och familjen sparrisväxter. Inga underarter finns listade i Catalogue of Life.

## Bildgalleri

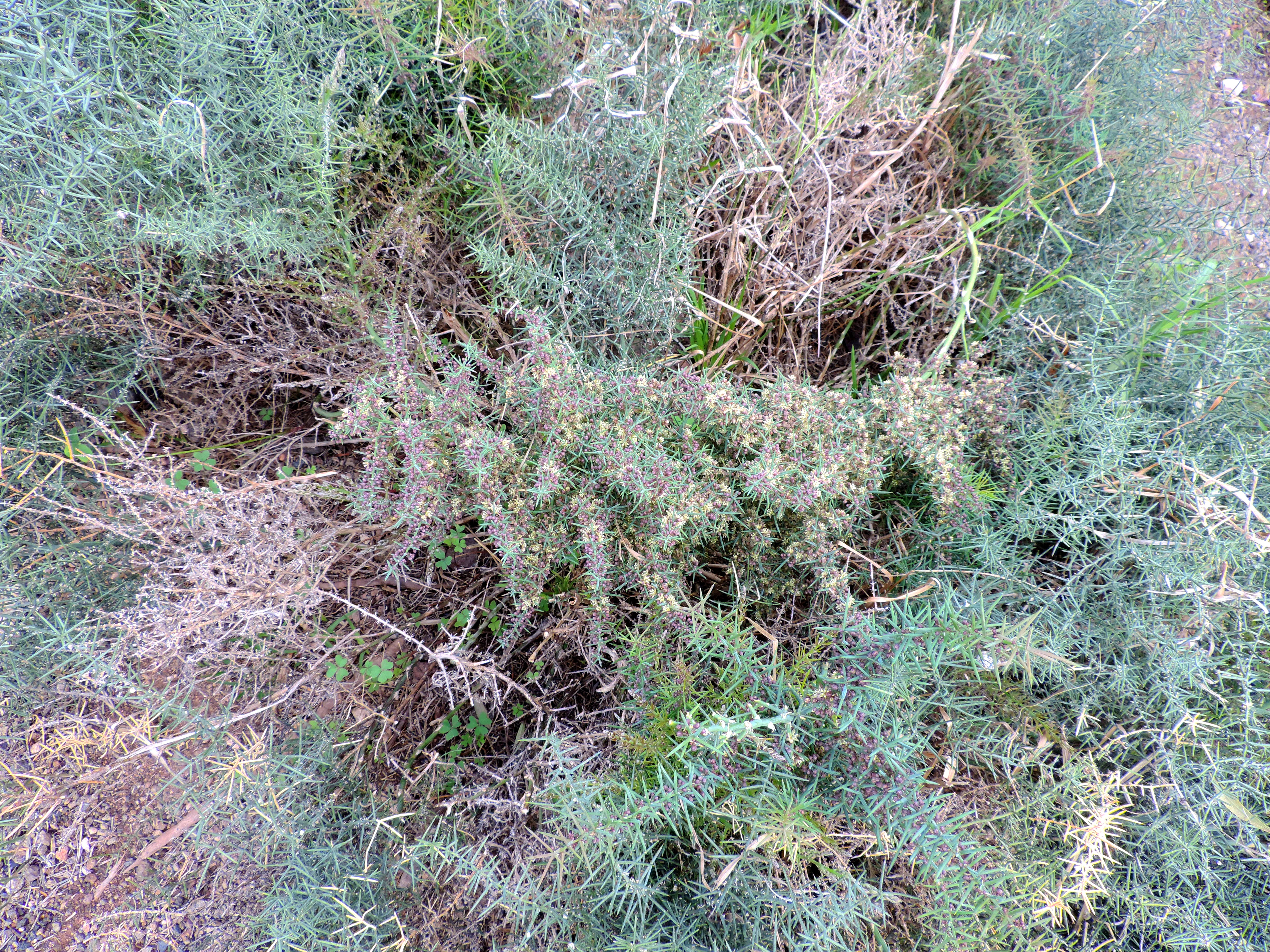
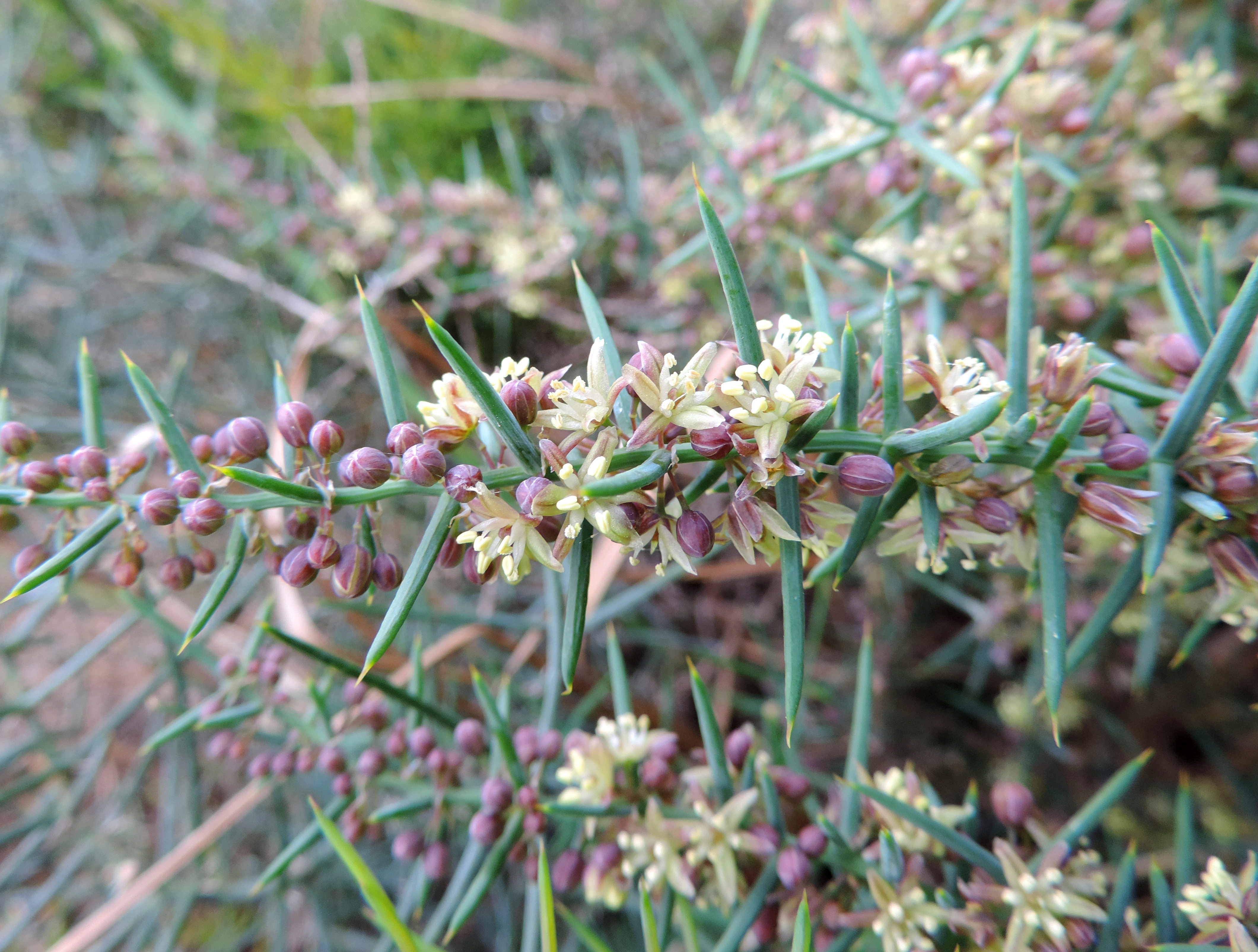